# Baronia de Nicles
Baronia ou Baronato de Nicles foi um feudo franco medieval do Principado da Acaia, localizado ao sul da região da Arcádia, na península do Peloponeso, na Grécia, e centrou-se na cidade de Nicles (em grego: Νίκλι; em francês: Nicles; em italiano: Nicli), também conhecida como Amiclas ou Amíclio (em grego: Ἀμύκλαι, Αμύκλιον; romaniz.: Amýklai, Amýklion).

## História
A Baronia de Nicles foi estabelecida ca. 1209, após a conquista do Peloponeso pelos cruzados, e foi uma das 12 baronias seculares originais dentro do Principado de Acaia. A baronia, com seis feudos de cavaleiros ligados a ela, foi dado a um senhor conhecido nas versões grega e italiana da Crônica da Moreia apenas como Guilherme, mas cujo nome familiar é dado pelos registros angevinos como Morlay. Guilherme foi sucedido por seu filho Hugo - embora Karl Hopf sugira a interpretação de um segundo Guilherme após o fundador original por razões cronológicas - e então, em torno de 1280, por Andruíno de Villiers ou de Villa, que casou-se com Sachette, irmã de Hugo.
Nicles, conhecida na Antiguidade como Tégea, está localizada na planície arcadiana sul e foi conquistada pelos francos após um cerco em algum momento antes de 1209; por este tempo era uma cidade de alguma importância e a sede de um bispado, que foi tomado por um bispo latino até 1222, quando foi abolido e reuniu-se àquele da Lacedemônia. Sua localização fez de Nicles um excelente ponto para reunir os exércitos, bem como para parlamentos como o famoso "Parlamento das Damas" em 1261, mas após 1262, quando os bizantinos recuperaram partes do sudeste do Peloponeso, e pelo começo dos anos 1270, Nicles foi permaneceu guarnecida para evitar que os bizantinos desobstruíssem seus territórios na Lacônia dentro do planalto arcadiano central.
Nicles ainda estava em mãos latinas em 1280, mas foi perdida para os ressurgentes bizantinos algum momento depois. A versão aragonesa da crônica alega que os bizantinos ocuparam a cidade em 1296, mas, sendo indefensável em vista de sua localização na planície, preferiram destruí-la e abandoná-la. A região parece ter permanecido sob controle latino por mais alguns anos depois disso, mas por 1302, estava definitivamente em mãos bizantinas.